# Music Is My Radar
"Music Is My Radar" é uma canção escrita por Damon Albarn, Graham Coxon, Alex James e Dave Rowntree, gravada pela banda Blur.
É o primeiro e único single do álbum dos melhores êxitos lançado a 30 de Outubro de 2000, Blur: The Best of.

## Paradas
| Paradas (2000)                 | Posições |
| ------------------------------ | -------- |
| Reino Unido - UK Singles Chart | 10       |